# 基萨马
基萨马是巴西里约热内卢州的一个市镇。总面积715.877平方公里，总人口19878人，人口密度27.8人/平方公里。